# Haplopappus baylahuen
Haplopappus baylahuen és una espècie de planta fanerògama que pertany a la familia de les asteràcies (Asteraceae).

## Descripció
Haplopappus baylahuen és un arbust molt resinós, de 30-40 cm d'alçada. Les tiges té glàndules i de vegades amb pèls capitats. Les fulles són el·líptiques d'1 a 3 cm llarg, de marge sencer o grollerament dentat, amb glàndules a la superfície i pèls capitats nombrosos a absents. Els peduncles amb nusos o bracteats, de fins a 15 cm de llarg acabats en capítols radiats, amb involucre d'1,5 a 2 cm d'alçada amb bràctees disposades en 7 a 8 sèries. Lles flors són ligulades, grogues amb lígula de 5 mm de llarg. El fruit té aquenis glabres coronats amb borrissol comú.

## Distribució i hàbitat
Haplopappus baylahuen és una espècie nativa de Xile, on es troba present a les regions d'Atacama i Coquimbo i més escassament a l'Argentina, on només es troba a la província de San Juan.
En el seu hàbitat creix la zona de la serralada andina compresa entre el desert d'Atacama i les altes serralades d'Hurtado. Habita entre els 2700 i 3500 msnm, als matolls on forma part de la regió de l'estepa altoandina, subregió dels Andes mediterranis.

## Usos
Des de temps remots ha estat utilitzada de forma medicinal principalment per alleujar problemes estomacals, però també s'han descobert altres propietats com ajudar a alleujar els símptomes del refredat, grips, pneumònies. Una altra de les seves propietats és ajudar a la digestió dels greixos i proteïnes. S'usa com a afrodisíac i antisèptic. La planta també posseeix un efecte antiflatulent i propietats purificadores.
No es fan servir només les fulles sinó també les flors i les tiges.
És una de les deu plantes medicinals més emprades a Xile.

## Taxonomia
Haplopappus baylahuen va ser descrita per Jules Ezechiel Rémy i publicat a Flora Chilena 4(1): 42–43, a l'any 1849.
Etimologia.
Haplopappus: nom genèric que deriva de les paraules gregues: kaploos, que significa "simple", i pappos, que significa "plomissol o borrissol", en referència a l'anell únic del borrissol.
baylahuen: epítet
Sinonímia
- Aster baylahuen	(J.Rémy) Kuntze	Revis. Gen. Pl. 1: 317 (1891)
- Aster lastarrianus	(J.Rémy) Kuntze	Revis. Gen. Pl. 1: 318 (1891)
- Haplopappus baylahuen subsp. baylahuen
- Haplopappus domeykoi	Phil.	Anales Univ. Chile 87: 590 (1894)
- Haplopappus fluehmannii	Phil.	Anales Univ. Chile 87: 590 (1894)
- Haplopappus lastarrianus	J.Rémy	Fl. Chil. 4(1): 45 (1849)
- Haplopappus medicinalis	Phil.	Linnaea 28: 729 (1858)[4]